# Skelager Kirke
Skelager Kirke ligger i det nordlige Aarhus, og sognet er udskilt af Vejlby Sogn. Kirken er tegnet og opført af arkitektfirmaet Friis & Moltke. Den er hvidkalket, og tag og døre er af kobber. Altertavlen er et maleri af Arne Haugen Sørensen, med titlen Opstandelsen.
.

## Eksterne kilder og henvisninger
- Kort til Skelager Kirke hos KortTilKirken.dk.